# Професионална гимназия по земеделие
Професионална гимназия по земеделие (с абревиатура: ПГЗ) е гимназия в град Търговище, община Търговище, разположена е на адрес: ул. „Цар Симеон“ № 27. Тя е с общинско финансиране. Директор на училището е Радостина Димитрова .

## История
Училището е основано през 1952 г., когато с решение на Министерство на земеделието в Търговище се създава Машинно–тракторно училище (МТУ), което е едно от най–старите в страната.